# 37. vestlige længdekreds
Den 37. vestlige længdekreds (eller 37 grader vestlig længde) er en længdekreds, der ligger 37 grader vest for nulmeridianen. Den løber gennem Ishavet, Grønland, Atlanterhavet, Sydamerika, det Sydlige Ishav og Antarktis.